# والتر كروغر (عسكري)
والتر كروغر (بالألمانية: Walter Krüger)‏ هو عسكري ألماني، ولد في 23 مارس 1892 في تسايتز في ألمانيا، وتوفي في 11 يوليو 1973 في بادن بادن في ألمانيا.